# Christian Thomasius
Christian Thomasius (1er janvier 1655 ; 23 septembre 1728), est un juriste et philosophe allemand.

## Biographie
Christian Thomasius est né à Leipzig. Son père, Jakob Thomasius (1622-1684), alors chef de la Thomasschule, dirige son éducation. À travers les leçons de son père, Christian grandit sous l'influence de la philosophie politique de Hugo Grotius et Samuel Pufendorf, il continue l'étude du droit à Francfort-sur-l'Oder. 
Il devient professeur de droit naturel à Leipzig et attire rapidement l'attention par ses talents, et plus particulièrement par ses attaques osées contre les préjugés traditionnels, en théologie et en philosophie du droit. En 1687 il innove avec audace en discourant en allemand plutôt qu'en latin, et l'année suivante il publie un mensuel (Scherzhafte und ernsthafte, vernüftige und einfältige Gedanken über allerhand lustige und nutzliche Bücher und Fragen) dans lequel il ridiculise la faiblesse pédante des savants, prenant le parti des piétistes dans la controverse les opposant à l'orthodoxie luthérienne, et défendant le libre mariage entre lutheriens and calvinistes. 
En conséquence de ces opinions mais aussi pour d'autres, Christian Thomasius est dénoncé, interdit de donner des leçons ou d'écrire (10 mai 1690), et son arrestation est ordonnée. Il fuit à Berlin où l'électeur Frédéric III de Brandebourg, futur roi de Prusse lui offre refuge à Halle, avec une rente de 500 thalers et la permission de donner cours. 
Il aide à fonder l'Université de Halle (1694), où il devient second puis premier professeur de droit et recteur de l'université. Il était des plus réputés parmi les professeurs d'université et les écrivains influents de son époque.

## Pensée
Thomasius a ouvert la voie à de grandes réformes en philosophie, droit, littérature, vie en société et théologie. Son but était d'introduire un point de vue rationnel, de sens commun, et d'amener les sciences humaines et divines à s'intéresser à un monde plus terre-à-terre. Il créa ainsi une ère en littérature allemande, philosophie et droit, et, avec Spittler, initia la période moderne de l'histoire ecclésiastique. 
Un des objectifs de sa vie fut de libérer politique et philosophie du droit du contrôle théologique et il combattit en permanence et avec ferveur pour les libertés de pensée et d'expression sur les questions religieuses. On parle souvent de lui dans les œuvres allemandes comme l'auteur du "système territorial" ou de la théorie erastienne du gouvernement ecclésiastique; mais il enseigna que l'État pouvait éventuellement intervenir avec les devoirs légaux ou publics mais seulement ceux-ci, pas ceux moraux ou privés (Fundamenta juris, 1705, 1718). Même les athées ne devraient pas être punis, encore qu'ils devraient être expulsés du pays, et il fut un précurseur en dénonçant précocement les poursuites judiciaires contre les sorcières (De crimine magiae, 1705)  et l'utilisation de la torture  (De tortura, 1705). 
En théologie il n'était ni un naturaliste, ni un déiste mais un croyant en la nécessité des religions révélées, pour le salut. Il fut fortement influencé par les piétistes, particulièrement de Spener, et on trouve une veine mystique dans sa pensée; mais d'autres éléments de sa pensée étaient trop puissants pour qu'il puisse s'attacher entièrement à ce parti.
Il est le premier philosophe, avant Emmanuel Kant à séparer droit et morale.

## Ouvrages
Les plus populaires et influentes publications allemandes de Thomasius étaient ses périodiques déjà cités (1688-1689); 
*  Fundamenta juris naturae et gentium, Halle et Leipzig, 1705 ou 1718, in quarto 
* Theses inaugurales de crimine magiae, praeside Christiano Thomasio, Halle, 1701 
- Disputatio inauguralis juridica de tortura ex foris christianorum proscribenda, praeside Christiano Thomasio, Halle [1705], in-quarto

- Einleitung zur Vernunftlehre (1691, 5° ed. 1719)
- Einleitung in die Sittenlehre (1692)
- Vernünflige Gedanken über allerhand auserlesene und juristische Handel (1720-1721)
- Historie der Weisheit und Torheit (3 vols., 1693)
- Kurze Lehrsätze van dem Laster der Zauberei mit dem Hexenprozess (1704)
- Weitere Erläuterungen der neueren Wissenschaft anderer Gedanken kennen zu lernen (1711)
- Lancelotti Johannis Pauli, Institutiones juris canonici cum notis variorum præcipue arcana dominationis papalis episcopalis et clericalis in ecclesia romana detegentibus in usum auditorii Thomasiani [...], Halæ Magdeburgicæ, Officina libraria Rengeriana, 1715-1717, 4 vol.(commentaires et notes par Christian Thomasius du manuel de droit canonique de Giovan Paolo Lancellotti)